# الهندیه
الهندیة شهری در کشور عراق در حاشیه رود فرات است. الهندیه در استان کربلا واقع شده و مقر منطقه الحندیه است. این شهر پیش‌تر به طویریج‎ معروف بود که نام آن برگرفته از "دو طوریج" می‌باشد، که هر ساله در این شهر به عنوان بخشی از مراسم عزاداری ماه محرم در روز عاشورا برگزار می‌شود. جمعیت این شهر ۸۴۱۰۰ نفر می‌باشد.

## تاریخچه
این شهر در سال ۱۷۹۳ میلادی توسط «یحیی آصف الدوله بهادر الهندی» که یکی از وزیران بهادرشاه بود تأسیس شد. این وزیر یک کانال آب در فرات را درست کرد تا آب آشامیدنی منطقه را تأمین کند.

## مشاهیر
نوری مالکی
1. ↑  https://web.archive.org/web/20110721185705/http://en.aswataliraq.info/?p=124274
2. ↑  مجلة التراث الشعبی - العدد الأول - سنة 2002 (in Arabic)